# Корган, Павел Оскарович
Павел Оскарович Корган (14 марта 1925 ― 23 ноября 2006) ― советский и российский педагог, основатель и первый директор школы №17 с углубленным изучением английского и финского языков города Петрозаводска (1967-1996), заслуженный учитель школы Карельской АССР (1974), почётный гражданин города Петрозаводска (1997).

## Биография
Павел Оскарович Корган родился 14 марта 1925 года в США, в городе Ханкок, штат Мичиган. Его отец Оскар Корган (Oscar Corgan) был иммигрантом из Финляндии. В 1920 году вступил в Коммунистическую партию США. Последние два года в Америке семья Корганов жила в Нью-Йорке, где Оскар возглавлял работу Комитета технической помощи Карелии, занимавшегося вербовкой рабочей силы и сбором технических средств в советскую Карелию. В начале 1930-х годов произошёл массовый исход нескольких тысяч североамериканских финнов под влиянием коммунистов в Республику Карелия в Советском Союзе, в ответ на призыв правительства Карелии о наборе квалифицированных рабочих для помощи в построении социализма в России. Это было в годы Великой депрессии в США, поэтому этот призыв понравился многим. Оскар Корган и Матти Тенхунен работали в качестве оплачиваемых рекрутеров, чтобы ускорить эту эмиграцию. В 1934 году семья Коргана переехала в СССР в город Петрозаводск. 4 ноября 1937 года его отца арестовали  в Калевале посреди ночи, он подвергся репрессиям и был расстрелян через два месяца после ареста. Был реабилитирован в 1956 году. После расстрела отца его дети Мейми и Паули (Павел) были депортированы и помещены в трудовые лагеря.
В 1941 году Павел завершил обучение в Пайской 7-летней школе и начал свою трудовую деятельность в Пайском механизированном лесопункте. С 1942 по 1946 годы работал на строительстве металлургического комбината в Челябинске, направлен на объект по трудмобилизации.
После войны вернулся в Петрозаводск и продолжил обучение в вечерней школе. В 1950 году успешно сдал экзамены и поступил на физико-математический факультет Карело-финского государственного университета, ныне Петрозаводский государственный университет. В 1955 году завершил обучение в нём.
Педагогическую работу начал в 1952 году, будучи ещё студентом. Стал работать в школах Карелии, среди которых были и школа рабочей молодёжи, и Лахденпохская средняя школа. В 1955 году стал работать учителем физики, а позже был назначен директором средней школы № 2 в городе Лахденпохья.
В 1959 году принято решение перевести способного педагога работать в город Петрозаводск. Занял должность инспектора отдела школ Министерства просвещения Карельской АССР. В 1963 году назначен на должность директора школы № 40. Принял участие в основании школы № 17 с углубленным изучением английского и финского языков. С 1967 по 1996 годы был её первым бессменным директором. Были налажены международные связи по программе обмена учениками со школами США и Финляндией. В 2008 году этой школе присвоено имя Павла Оскаровича Коргана.
С 1965 года и на протяжении 22 лет Корган избирался депутатом Петрозаводского городского Совета депутатов трудящихся, являлся председателем постоянной комиссии по народному образованию. Неоднократно награждался государственными наградами СССР и Российской Федерации.
Решением Петрозаводского городского Совета от 27 мая 1997 года за большой личный вклад в развитие образования удостоен звания "Почётный гражданин города Петрозаводска".
Проживал в городе Петрозаводске. Умер 23 ноября 2006 года.

## Награды и звания
- Орден Октябрьской Революции (1981),
- Орден Трудового Красного Знамени» (1971),
- Орден Дружбы (Россия) (1995)
- Медаль «В ознаменование 100-летия со дня рождения Владимира Ильича Ленина» (1970).
- Заслуженный учитель Карельской АССР (1974).
- другими медалями
- Почётный гражданин города Петрозаводска (27.05.1997)

## Память
- В 2008 году школа № 17 города Петрозаводска стала именоваться именем Павла Оскаровича Коргана[7].
- Переводчица Галина Усова в автобиографическом сборнике повестей и рассказов «Повесть о первой ненависти» вспоминает работу с Павлом Корганом в Лахденпохье (учителя физики Павел Оскарович из повести «Дно залива» и Оскар Георгиевич из рассказа «„Декамерон“ в Берёзовке»): «Был он человеком весёлым и общительным, к тому же холостым, и молоденькие незамужние учительницы так и вились вокруг него, наперебой приглашая на свои дни рождения и другие сборища, а то и напрашивались сделать у него в комнате уборку или постирать ему белье. Физик с явным удовольствием праздничные сборища посещал и был украшением общества, а также не отказывался ни от уборки, ни от постирушек, но пока что не был замечен в том, чтобы отдавать кому-то предпочтение. <…> Она сразу поняла, что дорога не будет грустной, когда увидела на платформе знакомую широкоплечую фигуру, и ей радостно улыбнулся Оскар Георгиевич, обнажая свои великолепные белые зубы и приветственно помахав рукой в тяжелой кожаной рукавице»[8].

## Семья
Его сестра Мейми Оскаровна (Осиповна) Севандер (Корган) (Meimi Sevander, род. 23 июля 1923 года, Brule - 22 апреля 2003 года, Умео) - доцент, организатор и первый декан факультета иностранных языков, заведующая кафедрой английского языка Карельской государственной педагогической академии. Заслуженный учитель школы Карельской АССР. Почётный гражданин побратима Петрозаводска города Дулута (штат Миннесота, США). Окончила английское отделение Карело-Финского учительского института, работала учителем в школах, директором школы №25. Автор многочисленных учебников, статей и методических пособий. Активно создавала факультет иностранных языков Карельского государственного педагогического института, 20 лет занимала должность декана, воспитала несколько поколений специалистов в области английского языка. В 1992 году переехала в Висконсин, США. Она является автором нескольких книг о судьбах американских финнов, эмигрировавших в Советский Союз, в частности книги «Они забрали моего отца».
Мужем Мейми был Милтон Севандер, работал в симфоническом оркестре Карельского радио и телевидения, был в нём первым тромбоном, они поженились в 1948 году. У них родилась дочь, Стелла Севандер, преподаватель кафедры языковых исследований университета Умео.